# Giuseppe Casoria
Giuseppe Casoria, né le 1er octobre 1908 à Acerra, dans la province de Naples en Campanie et mort le 8 février 2001 à Rome, est un cardinal italien de la curie romaine qui est préfet de la congrégation pour le culte divin et la discipline des sacrements de 1981 à 1984. 

## Biographie
Giuseppe Casoria est ordonné prêtre le 21 décembre 1930. Il entre à la curie romaine alors qu'il n'est encore que prêtre. Il est nommé secrétaire de la congrégation pour la discipline des sacrements le 9 avril 1969.
Il est nommé archevêque, avec le titre in partibus de Forum Novum (de), le 6 janvier 1972 et est consacré le 13 février suivant par le pape Paul VI en personne.
Le 2 février 1973, il est nommé secrétaire de la Congrégation pour les causes des saints. Il devient pro-préfet de la Congrégation pour le culte divin et la discipline des sacrements le 24 août 1981 avant d'en devenir préfet le 3 février 1983, lendemain de sa création comme cardinal. Il se retire, pour raison d'âge, le 8 avril 1984.
Il est créé cardinal par le pape Jean-Paul II au consistoire du 2 février 1983 avec le titre de cardinal-diacre de S. Giuseppe in via Trionfale. Il est élevé au rang de cardinal-prêtre le 5 avril 1993.